# Ставки на завтра
«Ставки на завтра» (англ. Odds Against Tomorrow) — фильм-нуар Роберта Уайза. Премьера состоялась 15 октября 1959 года.
По утверждению кинокритика «Нью-Йорк таймс» Стивена Холдена, это был «первый фильм нуар с чёрным главным героем». Продюсером фильма выступил популярный негритянский музыкант Гарри Белафонте, сыгравший в этом фильме свою лучшую драматическую роль в кино.
В 1960 году фильм был номинирован на «Золотой глобус» как «лучший фильм, содействующий международному взаимопониманию».

## Создатели фильма и исполнители главных ролей
В основу фильма положен одноимённый роман 1957 года криминального автора Уильяма П. МкГивена. Помимо данного фильма, по его книгам было снято ещё несколько сильных полицейских фильмов нуар, среди них «Большая жара» (1953), «Значок для убийства» (1954) и «Полицейский-мошенник» (1954). Сценарий фильма написал Абрахам Полонски. Так как его фамилия фигурировала в «чёрных списках» лиц, которым по политическим мотивам было запрещено работать в Голливуде, он написал сценарий под именем своего друга, чернокожего писателя Джона О. Килленса. В 1996 году Гильдия писателей Америки восстановила его имя в титрах фильма.
Режиссёр Роберт Уайз снял немало успешных фильмов, наиболее известные среди них — музыкальные драмы «Вестсайдская история» (1961) и «Звуки музыки» (1965), фантастические фильмы «Похитители тел» (1945), «День, когда остановилась Земля» (1951) и «Штамм Андромеда» (1971). Среди его нуаров наиболее значимые — «Рождённый убивать» (1947) и «Подстава» (1949), также с Робертом Райаном в главной роли.
Роберт Райан снялся в нуарах «Перекрёстный огонь» (1947), в основе которого также лежит мотив национальной ненависти, «Акт насилия» (1948) и «На опасной земле» (1951). В криминальном триллере «Плохой день в Блэк Роке» (1955) Райан исполнил роль хозяина городка на Диком Западе, убившего фермера-японца «из-за ненависти к японцам». Эд Бегли сыграл значимые роли второго плана во многих фильмах нуар, среди них «Бумеранг!» (1947), «Улица без названия» (1948), «Извините, ошиблись номером» (1948), «На опасной земле» (1951) (с Райаном) и в очень успешной судебной драме «12 разгневанных мужчин» (1957). Шелли Уинтерс снялась в нуарах «Двойная жизнь» (1947), «Крик большого города» (1948), «Ночь охотника» (1955) и «Большой нож» (1955), а также у Уайза в драме «Номер для директоров» (1954). Среди многочисленных фильмов нуар с участием Глории Грэм наиболее важными стали «Перекрёстный огонь» (1947, с Райаном), «В укромном месте» (1950), «Неожиданный страх» (1952), «Большая жара» (1953) и «Человеческое желание» (1954).

## Сюжет
В Нью-Йорке бывший полицейский Дэвид Бёрк (Эд Бегли), уволенный со службы за нечистоплотность, предлагает высокомерному и раздражённому крутому парню Эрлу Слейтеру (Роберт Райан) ограбить банк, обещая ему 50 тысяч долларов в случае успеха. Хотя Эрл уже дважды сидел за серьёзные преступления, включая убийство, он не считает себя грабителем, и поначалу отказывается от предложения, но, соблазнённый суммой гонорара, соглашается.
После этого Бёрк пытается вовлечь в дело страдающего игровой зависимостью музыканта ночного клуба Джонни Инграма (Гарри Белафонте), который уже проиграл более семи тысяч долларов на скачках, взятых в долг у местного криминального ростовщика Бакко (Уилл Кулува). Поначалу Джонни также отказывается от предложения и уходит. По просьбе Бёрка вечером Бакко приходит к Джонни в клуб и угрожая ему, его жене и ребёнку, требует, чтобы тот выплатил долг в течение суток. Когда на следующее утро во время прогулки с дочерью в Центральном парке Джонни понимает реальность угрозы, видя, что за ними ведут слежку двое подручных Бакко, он звонит Бёрку, и соглашается принять участие в ограблении.
Эрл вместе с Бёрком едут в небольшой городок Мелтон недалеко от Нью-Йорка, где Бёрк показывает банк, который предлагается ограбить, и на месте объясняет план ограбления. В четверг вечером перед днём зарплаты из сейфов банка извлекается большое количество наличных, которые кассиры распределяют для поставки предприятиям. Каждый вечер чернокожий курьер приносит из соседнего ресторанчика кофе и бутерброды, которые через служебную дверь забирают сотрудники банка. С помощью подставного чернокожего курьера Бёрк и предполагает проникнуть в банк. Однако услышав, что в деле будет участвовать чернокожий, Эрл отказывается принимать в нём участие.
Эрл живёт у нелюбимой, но влюблённой в него подруги Лорри (Шелли Уинтерс). Она вскоре будет назначена управляющей магазином, и готова содержать их обоих. Однако Эрл не удовлетворён таким положением, он хочет иметь свои деньги и чувствовать себя независимым. В отсутствие Лорри Эрл занимается любовью с соседкой Хелен (Глория Грэм), которая почти ежедневно заходит к нему в гости, видимо, возбуждённая как самим Эрлом, так и тем фактом, что он когда-то убил человека. В конце концов Эрл решает пойти на дело с Бёрком.
Рут (Ким Хэмилтон), бывшая жена Джонни, приходит забрать дочь. Из разговора становится ясно, что Джонни любит Рут, и она как будто тоже любит его, однако не вернётся к нему до тех пор, пока он не избавиться от зависимости от азартных игр. Джонни разгневан тем, что Рут способна сама наладить свою жизнь, и поддерживает близкие деловые и личные связи с белыми. Он говорит, что белые и чёрные живут в различных мирах, и когда Рут пытается вписаться в мир белых людей, она только обманывает себя.
Вечером накануне ограбления Бёрк, Эрл и Джонни встречаются для обсуждения плана. Эрл всячески подчеркивает своё пренебрежительное отношение к Джонни, но Бёрк пытается убедить его, что все они равноправные партнёры в этом деле. На следующее утро Джонни добирается до Молсона на электричке, Бёрк едет на собственной машине, а Эрл - на специальном автомобиле с форсированным двигателем, на которой предполагается скрыться после ограбления. При встрече на берегу реки, Эрл и Джонни снова начинают пререкаться. Затем все расходятся до вечера в ожидании начала ограбления.
В шесть часов вечера Бёрк подъезжает к ресторану около банка. Увидев направляющегося в банк курьера, он подходит к нему, чтобы опрокинуть поднос, но в этот момент посторонние мальчишки толкают курьера, в результате еда и кофе падают на дорогу. В этот момент Джонни, загримированный под курьера, подходит к банку и стучит в дверь. Когда охранник открывает дверь, чтобы забрать поднос с едой, в помещение врывается вся тройка грабителей. Пока Эрл держит на мушке сотрудников банка, Джонни и Бёрк складывают деньги в сумку. По плану, чтобы не привлекать внимание прохожих, за машиной из банка должен был выйти замаскированный под курьера Эрл. Но Джонни из отвращения к Эрлу отказывается передать ему ключи. В итоге за машиной выходит Бёрк.
Вид выходящего из банка незнакомого человека с сумкой вызывает подозрение проезжающего мимо полицейского патруля, который требует Бёрка остановиться и предъявить документы. В этот момент срабатывает система сигнализации, которая провоцирует перестрелку, в ходе которой Бёрк получает серьёзное ранение и падает на тротуар, а Джонни и Эрл, отстреливаясь, успевают спрятаться за угол здания. Однако они не могут воспользоваться автомобилем, поскольку ключи остались у Бёрка. Видя, что он обречён, Бёрк кончает жизнь самоубийством. Джонни приходит в ярость от поведения Эрла, и начинает стрелять в него, а затем преследует его. Отстреливаясь, Эрл забирается на территорию находящегося по соседству нефтеперерабатывающего завода. Джонни загоняет Эрла на крышу огромных цистерн с горючим, и, когда они стреляют друг в друга, цистерны взрываются.
Уже после взрыва представители властей разбирают завалы и находят останки двух тел. Один спрашивает: «Кто из них кто?», второй отвечает: «Выбирай сам».

## В ролях
- Гарри Белафонте — Джонни Ингрем
- Роберт Райан — Эрл Слейтер
- Эд Бегли — Дэвид Бёрк
- Шелли Уинтерс — Лорри
- Глория Грэм — Хелен
- Уилл Кулува — Бакко
- Ким Хэмилтон — Рут Ингрем
- Мэй Барнс — Энни
- Ричард Брайт — Коко

## Оценка критики
Журнал «Варайети» в 1958 году написал о фильме: «С одной стороны, «Ставки на завтра» представляет собой напряжённую криминальную мелодраму. С другой стороны, это аллегория на темы расизма, алчности и человеческой предрасположенности к саморазрушению. Не вполне удавшись во втором смысле, фильм тем не менее преуспел в первом. Суть сценария, в основу которого положен одноимённый роман Уильяма П. МкГивена, заключается в том, шансов на завтра может вовсе не быть, если не будет понимания и терпимости сегодня. Эта мысль изложена в форме криминальной истории, но такие рамки не в полной мере способствуют её донесению до аудитории... Гарри Белафонте, Роберт Райан и Эд Бегли (формируют) плохо сочетающееся трио, успех которого может быть основан только на самом тесном командном взаимодействии. Белафонте, играющий на скачках музыкант ночного клуба, похож на подростка. Райан – психопат. Бегли, уволенный за нечестность бывший коп, вынес из жизни понимание, что главное – это не быть пойманным. Режиссёр Роберт Уайз добился от актёров тонкой игры. Белафонте демонстрирует свою самую крепкую и стабильную игру. Райан заставляет мурашки бежать по телу в роли нетерпимого фанатика. Бегли создаёт великолепный портрет глупого, сбитого с толку человека, который умирает, как и жил, так и не поняв, во что он впутался. Чёрно-белая операторская работа Джозефа Брана улавливает мрачный дух истории, подчёркивая его мерцающей атмосферической съёмкой. Невротически-резкий прогрессивный джаз Джона Льюиса должным образом поддерживает атмосферу картины» .
В 1959 году Босли Кроутер написал в «Нью-Йорк таймс»: «В предприятии, столь тонком и опасном, как ограбление банка, очень неразумно, чтобы двух его участников разделяли расовые предрассудки. Это единственная необычная идея, которую несёт фильм «Ставки на завтра», острая, жёсткая, полная саспенса мелодрама… Нарастание драматизма в этой криминальной драме поднимается на художественный уровень, редко достижимый на экране. При лаконичном и действенном режиссёрском реализме Роберта Уайза, последней сходной работой которого был тюремный фильм «Я хочу жить!», эта драма накапливает энергию с быстрой и легкой ясностью, придавая произведению в целом интенсивно-острое, истинно живописное качество. Следуя зарекомендовавшей себя технике так называемого «документального стиля», мистер Уайз ставил уличные сцены непосредственно в Нью-Йорке и городе Гудзон, что придало прекрасной операторской работе Джозефа Брана реалистический вид. А его отличные актёры создали чёткие и убедительные образы. Мистер Райан великолепен, холоден и резок, в роли никчёмного человека с Юга, чья ненависть глубоко укоренена и порочна, напоминая об убийце-антисемите, которого он сыграл в фильме «Перекрёстный огонь» десять лет назад. Твёрдый и уверенный в себе, мистер Белафонте абсолютно убедителен в роли гарлемского музыканта, страсть которого к игре на ипподроме толкает на отчаянное преступление. Мистер Бегли создаёт образ крепкого, коварного, хладнокровного коррумпированного копа, а Шелли Уинтерс, Глория Грэм и Ким Хэмилтон хороши в своих небольших ролях»
Джонатан Розенбам написал в «Чикаго ридер»: «Этот претенциозный, но по большей части неудачный чёрно-белый триллер об ограблении … основывается на метафорической ситуации, хотя съёмки фильма на Манхэттане и в штате Нью-Йорк представляет интерес. Три отчаянных человека планируют ограбить банк, но расовый конфликт между двумя из них угрожает испортить всё дело. Бегли, в некоторых смыслах, самый интересный член трио, к сожалению, наименее проработан, а джазовая музыка Джона Льюиса, также как и роли Шелли Уинтерс и Глории Грэм стали лишь демонстрацией других упущенных возможностей. Жан-Пьер Мельвиль боготворил этот фильм, хотя я не очень понимаю, за что…» .
Кинокритик Деннис Шварц в 2005 году назвал картину «мощным фильмом нуар с акцентом на социально значимые вопросы», продолжив: «Это мрачная история об ограблении, тревожная по причине расовой напряжённости, которую она вскрывает, и пессимистичности истории, которая выразила потаённые страхи 1950-х годов, вырвавшиеся наружу в следующем десятилетии. Гарри Белафонте купил права на экранизацию романа, и его компания работала над сценарием. Режиссёр Роберт Уайз предложил сделать его более жёстким. Авторы Нельсон Гиддинг и внесённый в «черные списки» Абрахам Полонски (используя имя своего друга Джона О. Килленса) переработали прежний оптимистический финал, в котором цвет денег приводил к расовой гармонии, на финал, в котором белый фанатичный рецидивист и озабоченный проблемами чёрный музыкант сгорают дотла при взрыве, так и не примирившись, несмотря на деньги. После того, как они разрывают своё вынужденное партнёрство, которое основывалось на алчности, устраивая перестрелку на нефтеочистительном заводе (окончание, немного напоминающее «Белое каление»), их сожжённые трупы становятся не отличимыми друг от друга. Фильм более всего запомнился великолепной черно-белой атмосферической операторской работой Джозефа Брана и обогащающей его мрачной джазовой музыкой пианиста Джона Льюиса… Несмотря на свои претензии, фильм оказался не в состоянии сказать о расизме так, как, наверное, думали об этом авторы (слишком многое было очевидным и упрощённым), но он очень сильно снят Уайзом и хорошо сыгран великолепным актёрским составом. В нём были свои необычные, западающие в память моменты. В частности, трудно забыть соседку Райана сверху в исполнении горячей Глории Грэм, которая спрашивает у него, какое испытываешь чувство, когда убиваешь человека, а сразу после этого занимается с ним любовью».